# 珀氏樹鬚魚
珀氏樹鬚魚（學名：Linophryne parini）為輻鰭魚綱鮟鱇目棘茄魚亞目鬚角鮟鱇科的其中一種，發現於東南大西洋的南非海域，屬深海魚類，棲息深度可達1220公尺，雌魚體長可達6.4公分，屬肉食性，雄魚寄生在雌魚身上。

## 擴展閱讀
維基物種上的相關：珀氏樹鬚魚